# Latigazo cervical
El latigazo cervical es un conjunto de lesiones en el cuello causadas o relacionadas con una flexión y/o extensión brusca, repetida y excesiva del cuello. Puede causar un esguince cervical en la fase de flexión o, lo que es más frecuente, una lesión de la articulación facetaria de la columna cervical en la fase de extensión.

## Mecanismo de la lesión
En este tipo de lesión, muy frecuente en accidentes de tráfico por alcance, se produce un movimiento de látigo en el cuello, es lo que precisamente da nombre a la dolencia, y tiene lugar en tres fases distintas:
1. El golpe trasero provoca que el tronco se desplace hacia adelante
2. Dicho desplazamiento provocó por inercia el movimiento contrario del cuello hacia atrás, dando lugar a una hiperextensión del mismo.
3. Justo después, al finalizar el desplazamiento o detenerse bruscamente (por ejemplo, chocar con un coche delante) el cuello hace el movimiento contrario, una flexión del mismo.

## Fisiopatología
La fisiopatología del latigazo cervical está relacionada con los músculos suboccipitales y sus conexiones meningeovertebrales. Una reducción en el área transversal del músculo recto capitis posterior menor (RCPM) post latigazo cervical se asocia con la gravedad de los síntomas y un peor resultado. Dado el vínculo único de este músculo con la duramadre , el puente miodural y estructuras meningeovertebrales, la reducción del área del RCPM y otras anomalías postraumáticas sugiere interacciones patológicas entre el puente miodural y el RCPM, contribuyendo a la sintomatología y al pronóstico en las lesiones cerebrales traumáticas leves asociadas al latigazo cervical. Mediciones escalonadas sobre la acción de los músculos flexores profundos del cuello y su flexión craneocervical, por electromiografía, y el cambio en la forma de la curva cervical, en alineación con la contracción de los flexores profundos mediante sensores de presión en sujetos con latigazo cervical y controles asintomáticos han revelado que los sujetos con latigazo cervical tuvieron una hiperactividad anormal y menor control motor en los músculos superficiales flexores así como una capacidad disminuida para controlar los cambios de presión que los sujetos del grupo de control. Estos hallazgos indican que la mayor coactivación de los flexores superficiales del cuello parece ser una compensación probable por la reducida función de los flexores profundos del cuello. Estudios por RMN,que midieron el área transversal relativa (rCSA en inglés) de varios músculos cervicales en mujeres con trastorno asociado al latigazo cervical ersistente y en un grupo de control sano encontraron diferencias significativas en el tamaño de los músculos y en los niveles cervicales entre los grupos de pacientes con latigazo cervical persistente y el grupo de control sano. Estos hallazgos sugieren que los cambios morfométricos en los músculos podrían estar relacionados con la infiltración grasa en los músculos de las personas con latigazo cervical persistente lo que coincide con otros hallazgos científicos.

## Síntomas
La sintomátología de un latigazo cervical es compleja, y, a menudo, varía de una persona a otra. Otra característica importante es que los síntomas no siempre se presentan en el mismo momento, sino que pueden pasar horas y días hasta que presenten los síntomas más habituales:
- Dolor del cuello
- Contractura muscular
- Limitación del movimientos (derivada de las dos anteriores)
- Dolores de cabeza
- Mareos y/o vértigos (por afectación del riego sanguíneo en territorio basilar)
- Ansiedad
- Estrés postraumático en caso de accidentes
- Parestesias en miembros superiores[9]
- Sensación de falta de fuerza y debilidad

## Secuelas de los latigazos cervicales
La secuela más común derivada de un latigazo cervical suelen ser las cervicalgias pero además, se pueden presentar estas secuelas:
- Algia Postraumática
- Hernia o protrusión discal
- Artrosis postraumática (o agravamiento de esta)
- Osteítis vertebral postraumática sin afección medular
- Limitación de movilidad en la columna vertebral
- Síndrome postraumático cervical

## Tratamiento
Actualmente el tratamiento del latigazo cervical pasa por evitar el uso del collarín en la medida de lo posible. Suele iniciarse por parte del médico traumatólogo con un tratamiento farmacológico (Antiinflamatorios normalmente o relajantes musculares) y reposo, después, el fisioterapeuta ejercerá su trabajo de rehabilitación con masaje movilizador destinado a eliminar las posibles contracturas del cuello y recuperar el movimiento de la articulación. Se pueden aplicar además terapias de calor, frío, microondas.
En cuanto al tratamiento rehabilitador con ejercicios isométricos y propioceptivos, es importante saber que el dolor en el cuello será el que marque la intensidad y la frecuencia del ejercicio. Cuanto más ejercitemos la musculatura paravertebral cervical, antes será nuestra reincorporación a la actividad diaria habitual.
Técnicas de manipulación de tejidos blandos, especialmente a nivel suboccipital, han sido estudiadas y son una herramienta válida para el tratamiento de los síntomas asociados al latigazo cervical. Dichas técnicas comprenden la inhibición suboccipital manual, la técnica neuromuscular en los músculos paravertebrales, técnicas de energía muscular en la columna cervical, liberación miofascial en la región occipital y terapias manuales de puntos gatillo miofasciales.
La mayoría de las personas (alrededor del 60% al 80%) que sufren un latigazo cervical se recuperarán de sus lesiones. Sin embargo, el 20% restante e incluso hasta el 40% continúan experimentando dolor intermitente o crónico.